# USS Kalk (DD-611)
DD 611 Kalk (Корабль соединённых штатов Кэлк) — американский эсминец типа Benson.
Заложен на верфи Bethlehem Steel, San Francisco 30 июня 1941 года. Заводской номер: 5374. Спущен 18 июля 1942 года, вступил в строй 17 октября 1942 года.
Выведен в резерв 3 мая 1946 года. Из ВМС США исключён 1 июня 1968 года.
20 марта 1969 года потоплен как цель близ побережья Флориды.